# بروس ماكليستر
بروس ماكليستر هو صحفي وسياسي كندي، ولد في 27 مارس 1971 في فريدريكتون في كندا. حزبياً، نشط في Wildrose Party ‏ والرابطة التقدمية المحافظة في ألبرتا ‏. وقد انتخب عضو الجمعية التشريعية ألبرتا.